# FABP9
FABP9‏ (Fatty acid binding protein 9) هوَ بروتين يُشَفر بواسطة جين FABP9 في الإنسان.